# Nationale Vergadering (Frankrijk)

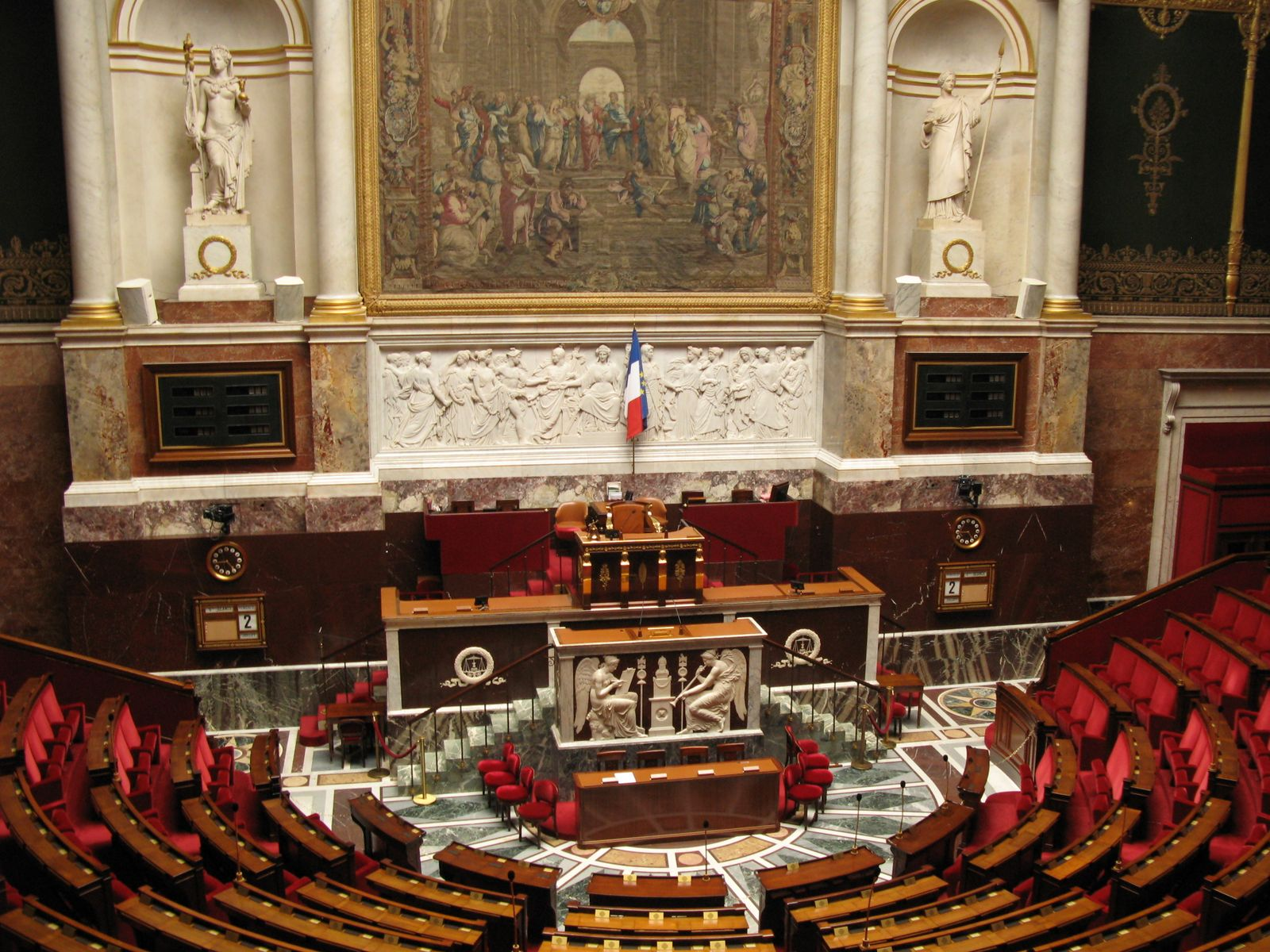
Amfitheater

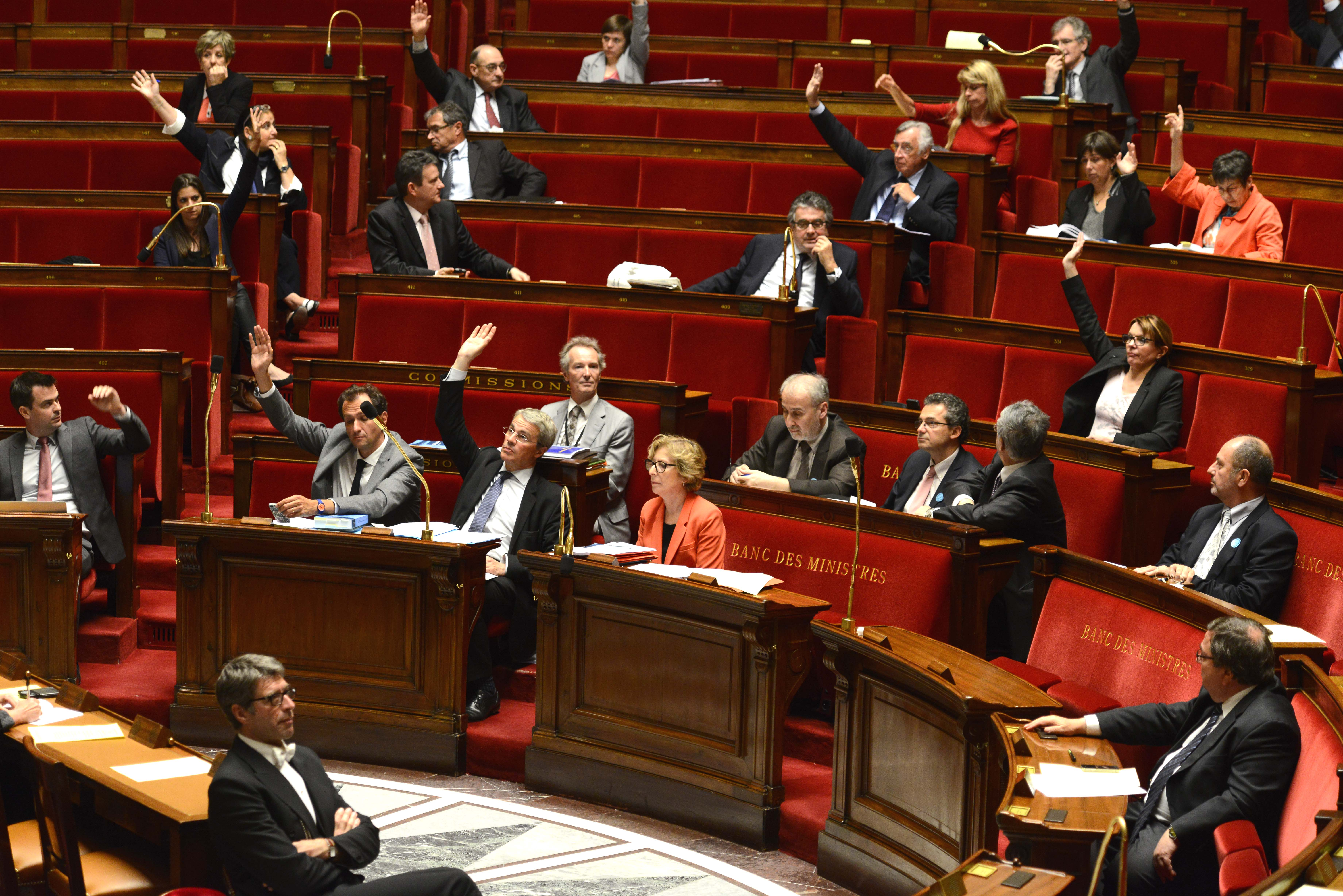
Stemming in de Nationale Vergadering

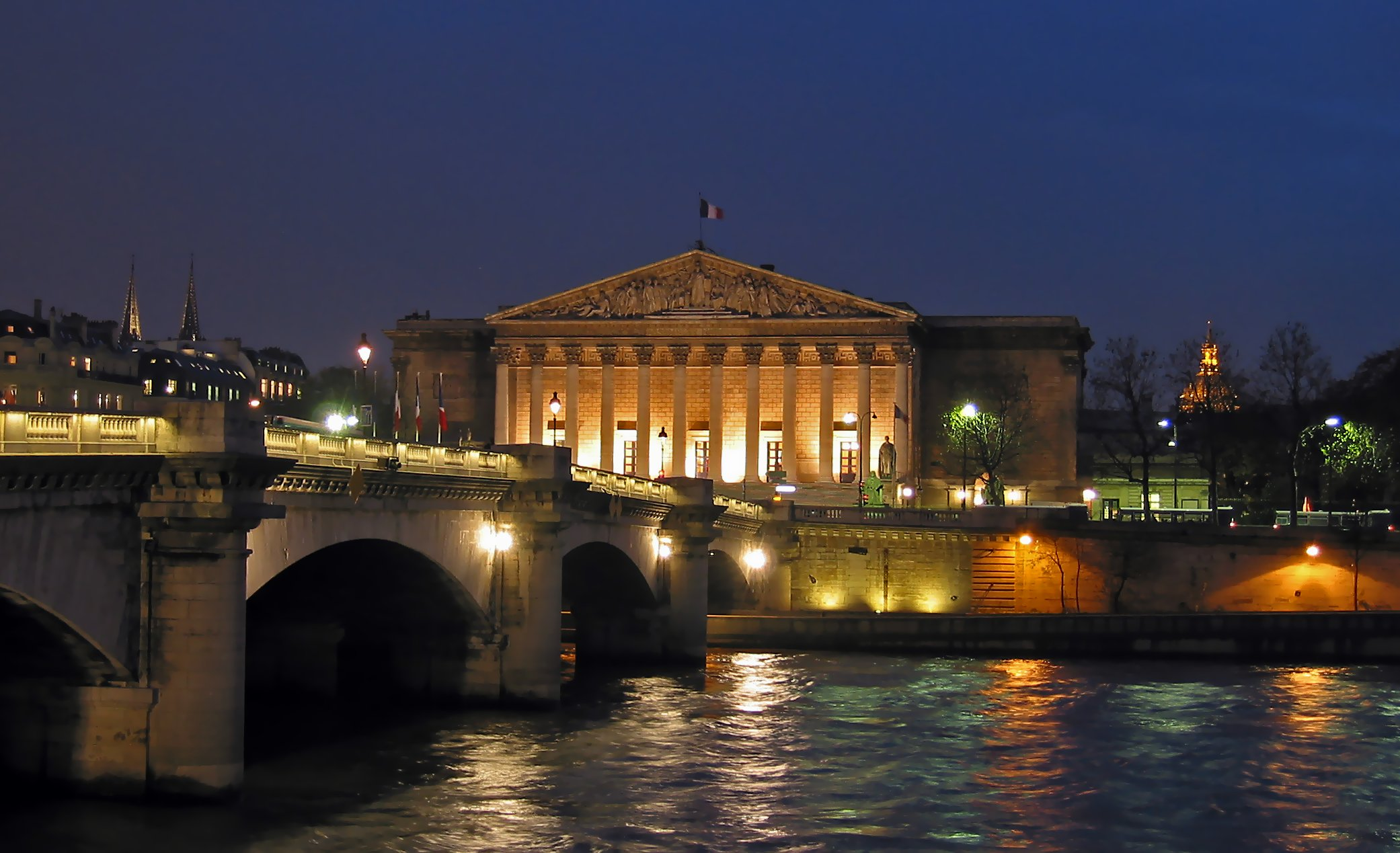
Het Palais Bourbon, zetel van de Nationale Vergadering aan de Seine in Parijs

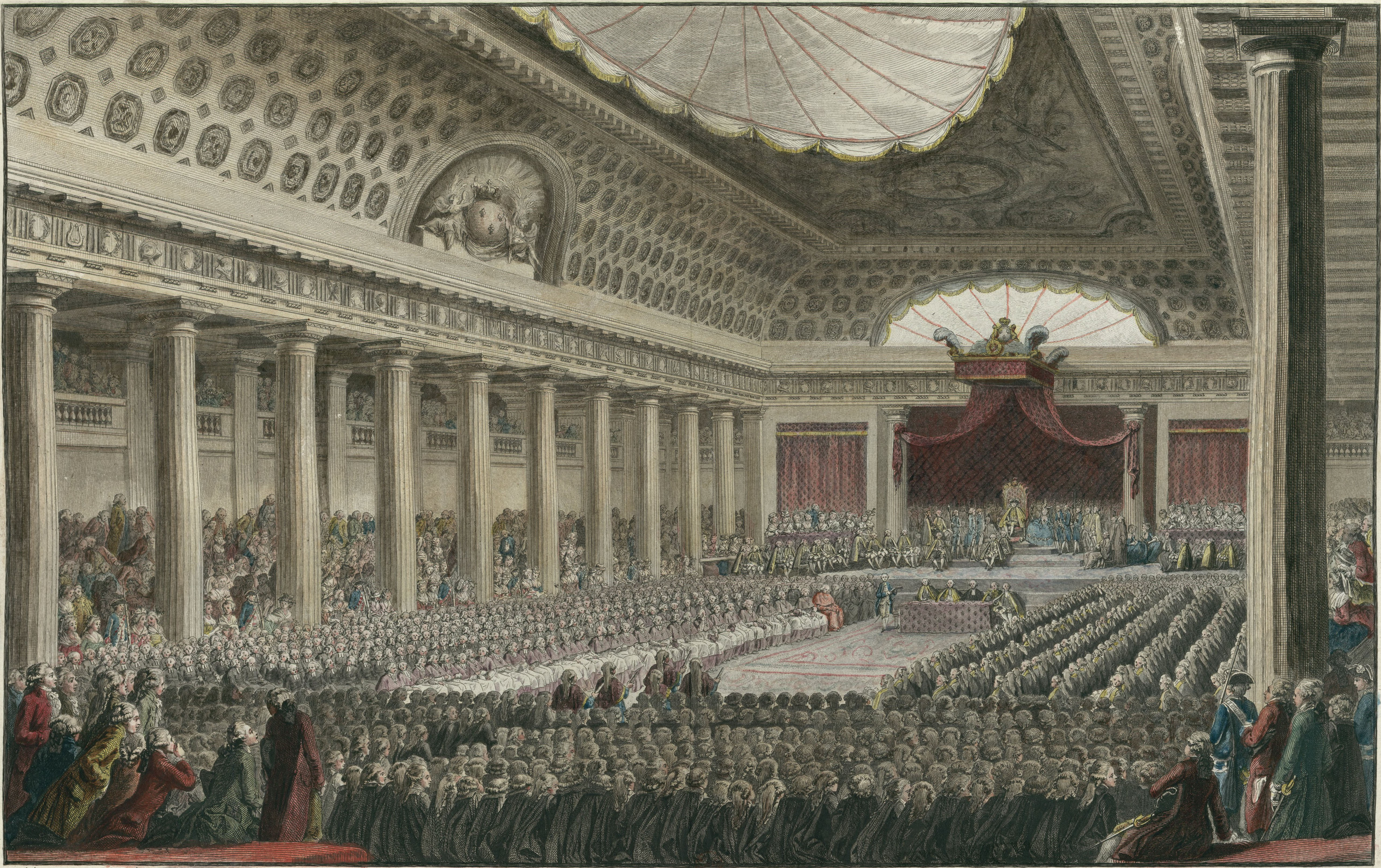
In deze Salle des Menus-Plaisirs riep de derde stand van de Staten-Generaal zich op 17 juni 1789 uit tot Nationale Vergadering.

De Nationale Vergadering (Frans: Assemblée nationale) is het lagerhuis van het tweekamerparlement van de Franse Republiek. Het hogerhuis van het Parlement van Frankrijk heet de Senaat (Sénat).
De Nationale Vergadering bestaat uit 577 leden, die députés (gedeputeerden, afgevaardigden) worden genoemd. Elk lid is gekozen voor een kiesdistrict inclusief in Franse overzeese gebieden (27 leden) en voor in het buitenland wonende Fransen (11 leden). De huidige voorzitter van de Nationale Vergadering is Yaël Braun-Pivet van Renaissance. De voorzitter, die drie leden van de Grondwettelijke Raad mag benoemen voor een termijn van negen jaar, wordt bijgestaan door de andere leden van het bureau: zes ondervoorzitters, drie quaestores en twaalf secretarissen. De Nationale Vergadering wordt voor een termijn van vijf jaar gekozen. De president van Frankrijk mag de Nationale Vergadering echter ontbinden en nieuwe verkiezingen uitschrijven maar kan dit niet doen als hij of zij dit ook al het jaar daarvoor heeft gedaan.

## Geschiedenis

### Revolutie
De Assemblée nationale ontstond op 17 juni 1789, tijdens een vergadering van de États généraux of Staten-Generaal (standenvergadering). De Derde Stand verklaarde dat zij het volk vertegenwoordigde en riep zichzelf uit tot de Assemblée nationale (Nationale Volksvergadering). De lagere geestelijkheid van de Eerste Stand sloot zich bij de Derde Stand (burgerij) aan. De Tweede Stand (adel) sloot zich op last van de koning ook aan bij de Derde Stand en daarmee verdween de standenvergadering.
Op 26 augustus 1789 aanvaardde de Assemblée nationale de Verklaring van de Rechten van de Mens en de Burger (Déclaration des Droits de l'Homme et du Citoyen). Later nam ze de naam van "Assemblée nationale constituante" (grondwetgevende nationale vergadering) of kortweg Constituante aan. In 1791 werd ze vervangen door de "Assemblée national législative" (Wetgevende Nationale Vergadering) of kortweg Législative; in 1792 door de Nationale Conventie.

### Tweede Republiek
Onder de Tweede Republiek was er opnieuw een eenkamerparlement dat Nationale Vergadering werd genoemd. Het bestond van 1849 tot 1851, toen het door de prins-president Louis-Napoléon Bonaparte (de latere Napoleon III) ontbonden werd

### Derde Republiek
Na de uitroeping van de Derde Republiek werd in 1871 een Nationale Vergadering verkozen om een nieuwe grondwet op te stellen. In die grondwet werd de naam "Nationale Vergadering" gegeven aan een verenigde vergadering van beide kamers (Kamer van Afgevaardigden en Senaat), die de president koos en de grondwet kon wijzigen.

### Vierde Republiek
Pas na de Tweede Wereldoorlog werd Assemblée nationale de benaming van alleen het lagerhuis. De Senaat was in een eerste grondwetsontwerp afgeschaft, maar werd in de uiteindelijke grondwet vervangen door een Raad van de Republiek (de verenigde vergadering van beide kamers wordt sindsdien "Congres" genoemd). De Nationale Vergadering kreeg grote macht, in de hoop aan de conflicten tussen president, regering en parlement een einde te maken. De president had zelfs de goedkeuring van de Assemblée nodig om een kabinetsformateur aan te wijzen.
En dat moest hij nogal eens doen, want gemiddeld eens per half jaar kwam een regering onder de Vierde Republiek ten val, meestal in het parlement.

### Vijfde Republiek
In de grondwet van 1958 werd de naam Assemblée nationale behouden, terwijl de Raad van de Republiek opnieuw de Senaat werd. De Assemblée behield niet haar macht, want nu verschoof de regeermacht nagenoeg naar president en regering. De Nationale Vergadering had slechts een deel van het jaar zitting, voornamelijk om de wetten van Charles de Gaulle goed te keuren.
In de bijna vijftigjarige geschiedenis van de Vijfde Republiek heeft de Assemblée wel weer wat invloed herwonnen. Dit gebeurde vooral in de periodes van Cohabitation, waarin de parlementaire meerderheid een andere politieke kleur had dan de president. De Franse Assemblée blijft echter een van de volgzaamste parlementen van Europa.

## Verkiezing
De verkiezingen voor de Nationale Vergadering geschieden door middel van een stemming in maximaal twee ronden. Voor deze verkiezingen is Frankrijk opgedeeld in kiesdistricten (circonscritions éléctorales). In een kiesdistrict wonen ongeveer 100.000 mensen. De Franse grondwet stelt dat het aantal kiezers in een kiesdistrict niet meer dan 20% mag afwijken dan het gemiddelde van de districten binnen hetzelfde departement. Door de verschillen in bevolkingsdichtheid tussen de departementen was het toch mogelijk tot 2012 dat het toen grootste kiesdistrict, een van de negen districten in Val-d'Oise, met 188.000 stemgerechtigden 5,5 keer zo groot was als een van de twee kiesdistricten van Lozère, die met 34.000 stemgerechtigden per kiesdistrict de kleinste kiesdistricten voor de Nationale Vergadering vormden.
Per district wordt een kandidaat verkozen die plaatsneemt in de Nationale Vergadering. Als een kandidaat in de eerste ronde meer dan 50% van de stemmen behaalt, bij een opkomst van meer dan 25% van de stemgerechtigden binnen dat district, is de kandidaat verkozen. Bij een onbesliste eerste ronde, wordt een tweede ronde gehouden. Alle kandidaten met meer dan 12,5% van de stemmen in de eerste ronden mogen deelnemen aan de tweede ronde. De kandidaat die in de tweede ronde de meeste stemmen behaalt is verkozen.

## Samenstelling
Geheel in de traditie met de Eerste Nationale Vergadering in 1789 zitten de partijen links van het midden (gezien vanaf de zetels van de president), links en de partijen rechts van het midden, rechts.

### Samenstelling na de verkiezingen van 2012
Na de parlementsverkiezingen in 2012 zag de zetelverdeling in de Nationale Vergadering er als volgt uit:
| Groepering                                             | Leden | Verwanten | Totaal | %     |
| ------------------------------------------------------ | ----- | --------- | ------ | ----- |
| Socialiste, républicain et citoyen (SRC)a              | 279   | 18        | 297    | 51,5  |
| Union pour un mouvement populaire (UMP)b               | 184   | 11        | 195    | 33,8  |
| Union des démocrates et indépendants (UDI)             | 30    | 0         | 30     | 5,2   |
| Écologistec                                            | 17    | 0         | 17     | 2,9   |
| Gauche démocrate et républicaine (GDR)                 | 15    | 0         | 15     | 2,6   |
| Radical, républicain, démocrate et progressiste (RRDP) | 16    | 0         | 16     | 2,8   |
| Non inscritsd                                          | 7     | 0         | 7      | 1,2   |
| Total                                                  | 550   | 27        | 577    | 100,0 |

a Thans draagt de parlementaire groepering de naam Socialiste, écologiste et républicain (SER)

b Thans draagt de parlementaire groepering de naam Les Républicains (LR)

c Deze parlementaire groepering werd in mei 2016 ontbonden; leden van de groepering hebben zich aangesloten bij de SER-fractie

d Non inscrits, lett.: "niet-ingeschrevenen", d.w.z. parlementariërs die niet zijn verbonden aan een fractie

### Samenstellingen in het recente verleden
2002

Na de parlementsverkiezingen in 2002 zag de zetelverdeling er als volgt uit:
| Spectrum          | Politieke groep | Leden | Verwanten | Percentage | Voorzitter           |
| ----------------- | --------------- | ----- | --------- | ---------- | -------------------- |
| Links             | SRC             | 186   | 18        | 35,36 %    | Jean-Marc Ayrault    |
| Links             | GDR             | 24    | -         | 4,16 %     | Jean-Claude Sandrier |
| Centrum           | NC              | 20    | 1         | 3,81 %     | François Sauvadet    |
| Rechts            | UMP             | 314   | 6         | 55,46 %    | Jean-François Copé   |
| Niet-ingeschreven | -               | 7     | -         | 1,21 %     | -                    |

Afkortingen
- UMP: Union pour un mouvement populaire
- SRC: Socialiste, radical et citoyen
- GDR: Gauche démocrate et républicaine
- GNC: Groupe Nouveau Centre
- NI: Niet-ingeschreven

2007

Na de parlementsverkiezingen in 2007 zag de zetelverdeling er als volgt uit:
| Coalitie | %      | Zetels |
| --- | ------ | ------ |
| Presidentiële meerderheid (o.a. Union pour un mouvement populaire, Nouveau Centre en Mouvement pour la France)          | 45,58% | 345    |
| Verenigd links (o.a. Parti socialiste, Parti radical de gauche, Parti communiste français en Europe Écologie-Les Verts) | 35,55% | 227    |
| Mouvement démocrate | 7,61%  | 3      |
| Regionalistische en separatistische partijen                                                                            | 0,51%  | 1      |
| Overigen | 11,25% | 1      |
| Totaal | 100%   | 577    |

## Afgevaardigden per departement

De kieskringen sinds 2012

Sinds de parlementsverkiezingen van 2012:
| Departement                  | Aantal afgevaardigden |
| ---------------------------- | --------------------- |
| Ain (01)                     | 5                     |
| Aisne (02)                   | 5                     |
| Allier (03)                  | 3                     |
| Alpes-de-Haute-Provence (04) | 2                     |
| Alpes-Maritimes (06)         | 9                     |
| Ardèche (07)                 | 3                     |
| Ardennes (08)                | 3                     |
| Ariège (09)                  | 2                     |
| Aube (10)                    | 3                     |
| Aude (11)                    | 3                     |
| Aveyron (12)                 | 3                     |
| Bas-Rhin (67)                | 9                     |
| Bouches-du-Rhône (13)        | 16                    |
| Calvados (14)                | 6                     |
| Cantal (15)                  | 2                     |
| Charente (16)                | 3                     |
| Charente-Maritime (17)       | 5                     |
| Cher (18)                    | 3                     |
| Corrèze (19)                 | 2                     |
| Corse-du-Sud (2A)            | 2                     |
| Haute-Corse (2B)             | 2                     |
| Côte-d'Or (21)               | 5                     |
| Côtes-d'Armor (22)           | 5                     |
| Creuse (23)                  | 1                     |
| Deux-Sèvres (79)             | 3                     |
| Dordogne (24)                | 4                     |
| Doubs (25)                   | 5                     |
| Drôme (26)                   | 4                     |
| Essonne (91)                 | 10                    |
| Eure (27)                    | 5                     |
| Eure-et-Loir (28)            | 4                     |
| Finistère (29)               | 8                     |
| Gard (30)                    | 5                     |
| Haut-Rhin (68)               | 6                     |
| Haute-Garonne (31)           | 10                    |
| Haute-Loire (43)             | 2                     |
| Haute-Marne (52)             | 2                     |
| Haute-Saône (70)             | 2                     |
| Haute-Savoie (74)            | 6                     |
| Haute-Vienne (87)            | 3                     |
| Hautes-Alpes (05)            | 2                     |
| Hautes-Pyrénées (65)         | 2                     |
| Hauts-de-Seine (92)          | 13                    |
| Gers (32)                    | 2                     |
| Gironde (33)                 | 12                    |
| Hérault (34)                 | 9                     |
| Ille-et-Vilaine (35)         | 8                     |
| Indre (36)                   | 2                     |
| Indre-et-Loire (37)          | 5                     |
| Isère (38)                   | 10                    |
| Jura (39)                    | 3                     |
| Landes (40)                  | 3                     |
| Loir-et-Cher (41)            | 3                     |
| Loire (42)                   | 6                     |
| Loire-Atlantique (44)        | 10                    |
| Loiret (45)                  | 6                     |
| Lot (46)                     | 2                     |
| Lot-et-Garonne (47)          | 3                     |
| Lozère (48)                  | 1                     |
| Maine-et-Loire (49)          | 7                     |
| Manche (50)                  | 4                     |
| Marne (51)                   | 5                     |
| Mayenne (53)                 | 3                     |
| Meurthe-et-Moselle (54)      | 6                     |
| Meuse (55)                   | 2                     |
| Morbihan (56)                | 6                     |
| Moselle (57)                 | 9                     |
| Nièvre (58)                  | 2                     |
| Nord (59)                    | 21                    |
| Oise (60)                    | 7                     |
| Orne (61)                    | 3                     |
| Paris (75)                   | 18                    |
| Pas-de-Calais (62)           | 12                    |
| Puy-de-Dôme (63)             | 5                     |
| Pyrénées-Atlantiques (64)    | 6                     |
| Pyrénées-Orientales (66)     | 4                     |
| Rhône (69)                   | 14                    |
| Saône-et-Loire (71)          | 5                     |
| Sarthe (72)                  | 5                     |
| Savoie (73)                  | 4                     |
| Seine-et-Marne (77)          | 11                    |
| Seine-Maritime (76)          | 10                    |
| Seine-Saint-Denis (93)       | 12                    |
| Somme (80)                   | 5                     |
| Tarn (81)                    | 3                     |
| Tarn-et-Garonne (82)         | 2                     |
| Territoire de Belfort (90)   | 2                     |
| Val-de-Marne (94)            | 11                    |
| Val-d'Oise (95)              | 10                    |
| Var (83)                     | 8                     |
| Vaucluse (84)                | 5                     |
| Vendée (85)                  | 5                     |
| Vienne (86)                  | 4                     |
| Vosges (88)                  | 4                     |
| Yonne (89)                   | 3                     |
| Yvelines (78)                | 12                    |

## Afgevaardigden per overzees departement
| Departement  | Aantal afgevaardigden |
| ------------ | --------------------- |
| Frans-Guyana | 2                     |
| Guadeloupe   | 4                     |
| Martinique   | 4                     |
| Mayotte      | 2                     |
| Réunion      | 7                     |

## Afgevaardigden per overzees gebiedsdeel
| Overzees gebiedsdeel             | Aantal afgevaardigden |
| -------------------------------- | --------------------- |
| Frans-Polynesië                  | 3                     |
| Nieuw-Caledonië en Onderhorigen  | 2                     |
| Saint-Martin en Saint-Barthélemy | 1                     |
| Saint-Pierre en Miquelon         | 1                     |
| Wallis en Futuna                 | 1                     |